# Ауса (річка)
Ауса — (італ. Ausa) річка в Сан-Марино та Італії (регіон Емілія-Романья). Починається на схилах гори Монте-Титано, і впадає в річку Мареккіо.
Ауса дуже забруднена, оскільки в неї зливаються усі промислові відходи Сан-Марино. Зараз влада Сан-Марино вживає заходів для зменшення рівня забруднення річки.
| Сан-Марино | Це незавершена стаття з географії Сан-Марино. Ви можете допомогти проєкту, виправивши або дописавши її. |